# Jett Jackson
Jett Jackson (The Famous Jett Jackson) est une série télévisée américano-canadienne en 65 épisodes de 24 minutes, créée par Fracaswell Hyman et diffusée entre le 25 octobre 1998 et le 22 juin 2001 sur Disney Channel.
Au Québec, la série a été diffusée à partir du 11 octobre 2002 sur VRAK.TV et en France sur Disney Channel et sur France 3.

## Synopsis
Jett Jackson doit concilier sa double vie de comédien dans le rôle d'un superhéros Silverstone et sa vie d'étudiant.

## Distribution

### Acteurs principaux
- Lee Thompson Young (VF : Alexis Tomassian) : Jett Jackson
- Ryan Sommers Baum (arz) : J.B. Halliburton
- Kerry Duff : Kayla West
- Gordon Greene : Wood Jackson
- Montrose Hagins (en) : Miz Coretta

### Acteurs récurrents
- Melanie Nicholls-King (en) : Jules Jackson
- Jeffrey Douglas : Cubby
- Nigel Shawn Williams (en) : Artemus (saisons 2 et 3)
- Lindy Booth : Riley « Hawk » Grant (saisons 2 et 3)

## Épisodes

### Première saison (1998-1999)
| no | Titre                                          | Réalisation       | Scénario                                      | Première diffusion américaine |
| --- | ---------------------------------------------- | ----------------- | --------------------------------------------- | ----------------------------- |
| 1 | En route pour la gloire Going Up!              | Shawn Levy        | Peter Lauer (en)                              | 25 octobre 1998               |
| Jett Jackson, un adolescent star, apprend qu'il doit retourner vivre à Raleigh afin de mener une vie normale. Or, c'est ici que sa série Silverstone se tournera. |                                                |                   |                                               |                               |
| 2 | La Rentrée des classes Who's the Man           | Roz Owen          |                                               | 1er novembre 1998             |
| Jett bat son père à un match de basket. Par conséquent,celui-ci se sent détrôné.                                                                                  |                                                |                   |                                               |                               |
| 3 | La Partie de pêche Vootle-Muck-a-Heev          | Shawn Levy        |                                               | 8 novembre 1998               |
| Jett et son père partent pêcher. |                                                |                   |                                               |                               |
| 4 | Ovni qui peut ! Close Encounters               | Shawn Levy        | Steve Slavkin                                 | 15 novembre 1998              |
| Booker, l'adjoint du père de Jett, se fait renvoyer quand il croit rencontrer des aliens.                                                                         |                                                |                   |                                               |                               |
| 5 | L'Ouragan Julie Hurricane Jules                |                   | Kate Boutilier (en)                           | 22 novembre 1998              |
| La mère de Jett revient un temps pour voir son fils. |                                                |                   |                                               |                               |
| 6 | Bas les masques Switcheroo                     |                   |                                               | 29 novembre 1998              |
| Le père de Kayla est arrêté pour avoir volé un tracteur. Sa fille est persuadée qu'il est innocent.                                                               |                                                |                   |                                               |                               |
| 7 | Le Concours de Silvestone Bottoms Up           |                   | Mark Palmer                                   | 13 janvier 1999               |
| Jett et JB essayent de convaincre une fille de leur classe que Jett et Silverstone ne sont pas pareils.                                                           |                                                |                   |                                               |                               |
| 8 | La Poudre aux yeux Special FX-ation            | Shawn Levy        |                                               | 27 janvier 1999               |
| Le technicien des effets spéciaux de la série tombe amoureux du professeur de Jett.                                                                               |                                                |                   |                                               |                               |
| 9 | Le Match Front Page                            | Larry A. McLean   | Peter Lauer                                   | 10 février 1999               |
| Jett découvre que l'équipe du lycée parie sur lui. |                                                |                   |                                               |                               |
| 10 | Sélection naturelle Kiss and Tell              | Gordon Langevin   | Kim Watson                                    | 24 février 1999               |
| L'éditrice d'un journal scolaire veut publier la vie de Jett sans sa permission.                                                                                  |                                                |                   |                                               |                               |
| 11 | Sabotage sur le tournage The Famous Stone Gold | Jean-Marie Comeau | Mark Palmer (scénario) Doug Cooney (histoire) | 3 mars 1999                   |
| Plusieurs incidents se déroulent sur le tournage de Silverstone. Un nouveau chef de la sécurité est nommé pour remédier à cela.                                   |                                                |                   |                                               |                               |
| 12 | JB comédien JB's Big Break                     | John Bell         | Adam Beechen (en)                             | 10 mars 1999                  |
| L'agent de Jett le persuade de faire un film. |                                                |                   |                                               |                               |
| 13 | Premiers baisers Hot Dog                       | Otta Hanus        | Mark Palmer                                   | 31 mars 1999                  |
| La doublure de Jett tombe amoureuse de Kayla. Jett doit alors avouer ses sentiments à la jeune fille.                                                             |                                                |                   |                                               |                               |

### Deuxième saison (1999-2000)
| N° | #  | Titre                                             | Réalisation       | Scénario                              | Première diffusion américaine |
| --- | -- | ------------------------------------------------- | ----------------- | ------------------------------------- | ----------------------------- |
| 01 | 14 | La Balle magique Field of Dweebs                  | Shawn Levy        |                                       | 22 août 1999                  |
| Jett achète une équipe de baseball.                                                                                          |    |                                                   |                   |                                       |                               |
| 02 | 15 | La Loi de Wilsted Premiere                        | Shawn Levy        | Mark Palmer Lee Thompson Young        | 29 août 1999                  |
| Jett écrit un scénario qui ressemble à sa vie réelle.                                                                        |    |                                                   |                   |                                       |                               |
| 03 | 16 | Une tragédie en deux actes A Tragedy in Two Parts |                   | Rick Gitelson (en) Rick Gitelson (en) | 3 septembre 1999              |
| Jett veut jouer le rôle de César dans la pièce de l'école.                                                                   |    |                                                   |                   |                                       |                               |
| 04 | 14 | Popularité Popularity                             | Pat Williams (en) | Tom Devanney (en)                     | 10 septembre 1999             |
| JB accepte de donner des cours à la fille la plus populaire si elle sort avec lui.                                           |    |                                                   |                   |                                       |                               |
| 05 | 18 | Fête foraine County Fair                          | Shawn Levy        |                                       | 17 septembre 1999             |
| Silverstone tente d'empêcher une guerre civile. JB participe à un concours de beauté et Jett revoit sa mère.                 |    |                                                   |                   |                                       |                               |
| 06 | 18 | Investissements Things That Fly                   | Shawn Levy        | Catherine Eckland Keith Hoffman       | 24 septembre 1999             |
| JB et Jett gardent l'oiseau de Booker.                                                                                       |    |                                                   |                   |                                       |                               |
| 07 | 20 | Frime et compagnie Hawk                           | Shawn Levy        |                                       | 1er octobre 1999              |
| Jett se voit adjoindre une nouvelle partenaire pour son show.                                                                |    |                                                   |                   |                                       |                               |
| 08 | 21 | Soirée fantôme Ghost Dance                        |                   | Adam Beechen (en)                     | 8 octobre 1999                |
| Jett promet la venue de Britney Spears à la foire d'Halloween.                                                               |    |                                                   |                   |                                       |                               |
| 09 | 22 | Opération totem Bunk                              | Gordon Langevin   | Dana Schmalenberg                     | 15 octobre 1999               |
| Jett et JB doivent retrouver un totem.                                                                                       |    |                                                   |                   |                                       |                               |
| 10 | 23 | Match truqué Par for the Course                   | Shawn Levy        | David Garber                          | 22 octobre 1999               |
| Jett triche à un tournoi de golf et il doit affronter un rocker à un match.                                                  |    |                                                   |                   |                                       |                               |
| 11 | 24 | Menace sur Washington Saving Mr. Dupree           |                   | Rick Gitelson (en) Rick Gitelson (en) | 5 novembre 1999               |
| Le professeur de Jett est suspendu pour avoir voulu étudier Fahrenheit 451 en classe.                                        |    |                                                   |                   |                                       |                               |
| 12 | 25 | New York                                          | Shawn Levy        |                                       | 12 novembre 1999              |
| Jett et ses amis partent pour New York afin de participer à un live show.                                                    |    |                                                   |                   |                                       |                               |
| 13 | 26 | Panique à l'hôpital Spirit                        | Shawn Levy        | Jeff Schechter (en)                   | 26 novembre 1999              |
| Jett passe Thanksgiving à l'hôpital où on l'opère de l'appendicite.                                                          |    |                                                   |                   |                                       |                               |
| 14 | 27 | Un Noël mouvementé What Money Can't Buy           | Shawn Levy        |                                       | 10 décembre 1999              |
| À l'occasion des fêtes de Noël, Jett réunit sa grand-mère avec un vieil ami et Kayla et JB lui écrivent une chanson.         |    |                                                   |                   |                                       |                               |
| 15 | 28 | Tel est pris qui croyait prendre On the Reel      | Shawn Levy        | Earl Richey Jones Todd R. Jones       | 7 janvier 2000                |
| Jett se fait voler son image par un publicitaire véreux.                                                                     |    |                                                   |                   |                                       |                               |
| 16 | 29 | Les Notes Grades                                  | Shawn Levy        |                                       | 14 janvier 2000               |
| Jett réalise qu'il devrait arrêter son métier d'acteur après que ses notes soient devenues médiocres.                        |    |                                                   |                   |                                       |                               |
| 17 | 30 | Le Rendez-vous Date                               | Shawn Levy        |                                       | 21 janvier 2000               |
| Le père de Jett rencontre une femme, la première depuis son divorce.                                                         |    |                                                   |                   |                                       |                               |
| 18 | 31 | L'Envers du décor Behind the Scenes               | Shawn Levy        |                                       | 28 janvier 2000               |
| JB et Kayla interviewent tous les acteurs de Silverstone.                                                                    |    |                                                   |                   |                                       |                               |
| 19 | 32 | Retour vers le passé Voices                       | Shawn Levy        |                                       | 11 février 2000               |
| Jett en apprend un peu plus sur sa famille.                                                                                  |    |                                                   |                   |                                       |                               |
| 20 | 33 | Les Ailes déployées Spreading Wings               | Shawn Levy        |                                       | 18 février 2000               |
| Riley reçoit la visite de sa mère, Silverstone remplace son patron et Booker voit Elvis au magasin.                          |    |                                                   |                   |                                       |                               |
| 21 | 34 | L'Œil du maître Eye of the Beholder               | Shawn Levy        |                                       | 25 février 2000               |
| Alors que Kayla participe à un concours d'art, Jett et son patron partent en mission.                                        |    |                                                   |                   |                                       |                               |
| 22 | 35 | JB s'assume Day Trip                              | Shawn Levy        |                                       | 10 mars 2000                  |
| Un serpent mord Jett. |    |                                                   |                   |                                       |                               |
| 23 | 36 | Quelque chose à prouver Something to Prove        | Shawn Levy        |                                       | 17 mars 2000                  |
| Jett décide d'apprendre les arts martiaux pour se défendre lors d'un tournage.                                               |    |                                                   |                   |                                       |                               |
| 24 | 37 | La Fierté Pride                                   | Shawn Levy        |                                       | 24 mars 2000                  |
| Le père de Jett traverse une crise de quarantaine.                                                                           |    |                                                   |                   |                                       |                               |
| 25 | 38 | Chacun sa version Bank Robbery                    | Shawn Levy        | Neal Boushell                         | 31 mars 2000                  |
| Un cambriolage bancaire a eu lieu mais chaque version diffère.                                                               |    |                                                   |                   |                                       |                               |
| 26 | 39 | Quel est ton souhait What You Wish For            | Shawn Levy        |                                       | 7 avril 2000                  |
| Lorsqu'il apprend que sa série est annulée, Jett se demande si maintenant il va rester à Raleigh ou retourner en Californie. |    |                                                   |                   |                                       |                               |

### Troisième saison (2000-2001)
| N° | #  | Titre                                                | Réalisation          | Scénario                 | Première diffusion américaine |
| --- | -- | ---------------------------------------------------- | -------------------- | ------------------------ | ----------------------------- |
| 01 | 40 | Rap de star Step Up                                  | Shawn Levy           |                          | 17 juin 2000                  |
| Jett participe à un débat politique. Silverstone se fait hacker.                                                      |    |                                                      |                      |                          |                               |
| 02 | 41 | Il y a quelque chose dans l'air Something in the Air | Shawn Levy           |                          | 24 juin 2000                  |
| Jett rencontre une fille au terrain de sport.                                                                         |    |                                                      |                      |                          |                               |
| 03 | 42 | Le Petit génie des affaires Business as Usual        | Shawn Levy           | Jeff Biederman           | 1er juillet 2000              |
| Jett et Kayle deviennent moniteurs de colo. JB et sa famille affrontent un autre magasin.                             |    |                                                      |                      |                          |                               |
| 04 | 43 | P'tit Jett Hello, Goodbye                            | Shawn Levy           |                          | 8 juillet 2000                |
| Silverstone doit garder le fils d'un homme d'affaires. Booker démissionne.                                            |    |                                                      |                      |                          |                               |
| 05 | 44 | Les Grands Espoirs Great Expectations                | Shawn Levy           | Laura Pozmantier         | 15 juillet 2000               |
| Jett espère que ses parents se remettront ensemble pour son anniversaire. Pendant ce temps, JB s'essaye à la comédie. |    |                                                      |                      |                          |                               |
| 06 | 45 | Question d'âge Age Old Story                         | Stacy Stewart Curtis | Austin Kalish            | 22 juillet 2000               |
| L'arrière-grand mère de Jett bat la sénilité pendant que Silverstone combat un docteur faisant régresser les adultes. |    |                                                      |                      |                          |                               |
| 07 | 46 | Émancipation Pledge of Allegiance                    | Shawn Levy           |                          | 5 août 2000                   |
| JB encourage Kayla à exprimer sa créativité.                                                                          |    |                                                      |                      |                          |                               |
| 08 | 47 | Cuby retourne à l'école Extra Credit                 | Shawn Levy           | Jeff Biederman           | 12 août 2000                  |
| Cubby retourne à l'école et revit ses expériences étudiantes. Silverstone empêche une tentative d'assassinat.         |    |                                                      |                      |                          |                               |
| 09 | 48 | Mon père ce héros Heroes                             | Shawn Levy           |                          | 19 août 2000                  |
| Jett doit porter une arme et Wood doit s'en débarrasser.                                                              |    |                                                      |                      |                          |                               |
| 10 | 49 | Retenue Detention                                    | Don McCutcheon       |                          | 9 septembre 2000              |
| Jett JB et Kayle finissent en retenue.                                                                                |    |                                                      |                      |                          |                               |
| 11 | 50 | Zéro de conduite Wheels                              | Shawn Levy           |                          | 16 septembre 2000             |
| Kayla et JB passent le code de la route.                                                                              |    |                                                      |                      |                          |                               |
| 12 | 51 | Rivalité Beauregard's Beach Bash                     | Stacy Stewart Curtis |                          | 23 septembre 2000             |
| Jett affronte encore le rocker.                                                                                       |    |                                                      |                      |                          |                               |
| 13 | 52 | Sincérité Truth                                      | Shawn Levy           | Hank Saroyan             | 30 septembre 2000             |
| JB culpabilise quand on lui approprie le sauvetage d'une femme d'un immeuble en flammes.                              |    |                                                      |                      |                          |                               |
| 14 | 53 | Un week end épuisant Survival of the Fittest         | Shawn Levy           |                          | 21 octobre 2000               |
| La voiture de Cubby tombe en panne durant un séjour en camping.                                                       |    |                                                      |                      |                          |                               |
| 15 | 54 | La Campagne électorale Vote of Confidence            | Shawn Levy           |                          | 3 novembre 2000               |
| Kayla se porte volontaire aux élections présidentielles.                                                              |    |                                                      |                      |                          |                               |
| 16 | 55 | Un concert explosif Backstage Pass                   | Shawn Levy           |                          | 8 décembre 2000               |
| Jett est persuadé qu'une chanteuse est amoureuse de lui.                                                              |    |                                                      |                      |                          |                               |
| 17 | 56 | La Journée idéale The Perfect Day                    | Shawn Levy           |                          | 29 décembre 2000              |
| Jett revit sans arrêt la même journée.                                                                                |    |                                                      |                      |                          |                               |
| 18 | 57 | Un black dans la ville Lost and Found                | Shawn Levy           |                          | 2 février 2001                |
| Jett passe 24 heures dans le corps d'une personne "normale".                                                          |    |                                                      |                      |                          |                               |
| 19 | 58 | La Promesse Food for Thought                         | Shawn Levy           |                          | 2 mars 2001                   |
| Riley doit s'occuper de sa sœur aînée.                                                                                |    |                                                      |                      |                          |                               |
| 20 | 59 | La Bataille de Wisted Battle of Wilsted              | Shawn Levy           | Neal Boushell Sam O'Neal | 16 mars 2001                  |
| Booker revient participer à la bataille de Wilsted.                                                                   |    |                                                      |                      |                          |                               |
| 21 | 60 | Une réalisatrice en herbe M.O.M.                     | Tom Willey           |                          | 11 mai 2001                   |
| Silverstone empêche un scientifique de tout détruire.                                                                 |    |                                                      |                      |                          |                               |
| 22 | 61 | Premier amour : 1re partie Awakenings                | Shawn Levy           |                          | 18 mai 2001                   |
| Artemus est empoisonné. Jett tombe amoureux d'une autre fille.                                                        |    |                                                      |                      |                          |                               |
| 23 | 62 | Premier amour : 2e partie Awakenings                 | Shawn Levy           |                          | 25 mai 2001                   |
| Suite de l'épisode précédent.                                                                                         |    |                                                      |                      |                          |                               |
| 24 | 63 | SOS détresse Hotline                                 | Shawn Levy           | David Pitlik             | 1er juin 2001                 |
| Jett croit que JB et Kayla sortent ensemble.                                                                          |    |                                                      |                      |                          |                               |
| 25 | 64 | Pour l'amour du jeu The Game                         | Shawn Levy           | Barry Gurstein           | 17 juin 2001                  |
| JB doit faire participer son père à un spectacle de l'école.                                                          |    |                                                      |                      |                          |                               |
| 26 | 65 | Holly                                                | Shawn Levy           | Jeff Biederman           | 22 juin 2001                  |
| Pour le dernier épisode, JB tente d'impressionner une nouvelle élève.                                                 |    |                                                      |                      |                          |                               |

## Produits dérivés

### Film
La série a inspiré un film : Les Aventures de Jett Jackson (en) (Jett Jackson: The Movie), diffusé le 8 juin 2001.